# Ogra
Ogra (Marosugra en hongrois, Ugern en allemand) est une commune roumaine du județ de Mureș, dans la région historique de Transylvanie et dans la région de développement du Centre.

## Géographie
La commune d'Ogra est située dans le sud-ouest du județ, dans la vallée du Mureș et sur le Plateau de Târnava, à 8 km à l'est de Iernut et à 24 km au sud-ouest de Târgu Mureș, le chef-lieu du județ.
La municipalité est composée des cinq villages suivants (population en 2002) :
- Dileu Vechi (239) ;
- Giuluș (209) ;
- Lăscud (256) ;
- Ogra (1 565), siège de la municipalité ;
- Vaideiu (172).

## Histoire
La première mention écrite du village date de 1376 sous le nom de Wgra.
La commune d'Ogra a appartenu au royaume de Hongrie, puis à l'empire d'Autriche et à l'Empire austro-hongrois.
En 1876, lors de la réorganisation administrative de la Transylvanie, elle a été rattachée au comitat de Kis-Küküllő dont le chef-lieu était la ville de Târnăveni.
La commune d'Ogra a rejoint la Roumanie en 1920, au traité de Trianon, lors de la désagrégation de l'Autriche-Hongrie. Après le deuxième arbitrage de Vienne, elle a été occupée par la Hongrie de 1940 à 1944, période durant laquelle sa petite communauté juive fut exterminée par les Nazis. Elle est redevenue roumaine en 1945.

## Politique
Le Conseil Municipal d'Ogra compte 11 sièges de conseillers municipaux. À l'issue des élections municipales de juin 2008, Ioan Magheșan (PNL) a été élu maire de la commune.
| Parti                                      | Nombre de conseillers |
| ------------------------------------------ | --------------------- |
| Parti national libéral (PNL)               | 5                     |
| Union démocrate magyare de Roumanie (UDMR) | 2                     |
| Parti social-démocrate (PSD)               | 2                     |
| Parti démocrate-libéral (PD-L)             | 1                     |
| Parti tsigane Pro Europa                   | 1                     |

## Religions
En 2002, la composition religieuse de la commune était la suivante :
- Chrétiens orthodoxes, 61,97 % ;
- Réformés, 22,57 % ;
- Catholiques grecs, 7,25 % ;
- Catholiques romains, 4,83 % ;
- Pentecôtistes, 1,92 % ;
- Adventistes du septième jour, 1,10 %.

## Démographie
En 1910, la commune comptait 2 247 Roumains (60,47 %) et 1 350 Hongrois (36,33 %).
En 1930, on recensait 2 433 Roumains (59,78 %), 1 406 Hongrois (34,55 %), 28 Juifs (0,69 %) et 200 Tsiganes (4,91 %).
En 2002, 1 266 Roumains (51,86 %) côtoient 634 Hongrois (25,97 %) et 537 Tsiganes (21,99 %). On comptait à cette date 1 020 ménages et 960 logements.
| 1850  | 1880  | 1900  | 1910  | 1930  | 1956  | 1977  | 1992  | 2002  |
| ----- | ----- | ----- | ----- | ----- | ----- | ----- | ----- | ----- |
| 2 930 | 2 732 | 3 741 | 3 716 | 4 070 | 3 722 | 2 939 | 2 307 | 2 441 |

| 2007  | - | - | - | - | - | - | - | - |
| ----- | - | - | - | - | - | - | - | - |
| 2 499 | - | - | - | - | - | - | - | - |

## Économie
L'économie de la commune repose sur l'agriculture (céréales) et l'élevage.
La mine de sel d'Ogra est proche de la ville. Elle représente l'une des plus grandes réserves de sel de Roumanie.

## Communications

### Routes
Ogra se trouve sur la route nationale DN15 (Route européenne 60) qui relie Târgu Mureș avec Luduș et Turda.

### Voies ferrées
La commune est desservie par la ligne de chemin de fer Deda-Războieni qui dessert Târgu Mureș.

## Lieux et monuments
- Ogra, château Haller.